# Валацикловир
Валацикловир (лат. Valaciclovir) — медицинский препарат, противовирусное средство.

## Нозологическаяклассификация (МКБ-10)
- B00. Инфекции, вызванные вирусом простого герпеса (лат. herpes simplex)
- B02. Опоясывающий лишай (лат. herpes zoster)
- B25. Цитомегаловирусная болезнь
- B99. Другие инфекционные болезни
- T86.1 Отмирание и отторжение трансплантата почки.

## Фармакологическое действие

### Фармакодинамика
В организме человека валацикловир быстро и полностью превращается в ацикловир, под воздействием фермента валацикловиргидролазы. Ацикловир обладает in vitro специфической ингибирующей активностью против вирусов простого герпеса (ВПГ) 1 — го и 2 — го типов, вируса варицелла зостер (ВВЗ), цитомегаловируса (ЦМВ), вируса Эпштейна — Барр (ВЭБ) и вируса герпеса человека 6-го типа. Ацикловир ингибирует синтез вирусной ДНК сразу после фосфорилирования и превращения в активную форму трифосфат ацикловира. Первая стадия фосфорилирования требует активности вирус специфических ферментов. Для ВПГ, ВЗВ, и ВЭБ таким ферментом является вирусная тимидинкиназа, которая присутствует в пораженных вирусом клетках. Частичная селективность фосфорилирования сохраняется у цитомегаловируса и опосредуется через продукт гена фосфотрансферазы UL 97. Активация ацикловира специфическим вирусным ферментом в огромной степени объясняет его селективность.
Процесс фосфорилирования ацикловира (превращение из моно — в трифосфат) завершается клеточными киназами. Ацикловир трифосфат конкурентно ингибирует вирусную ДНК-полимеразу и, будучи аналогом нуклеозида, встраивается в вирусную ДНК, что приводит к облигатному разрыву цепи, прекращению синтеза ДНК и, следовательно, к блокированию репликации вируса.
У пациентов с сохранённым иммунитетом ВПГ и ВЗВ с пониженной чувствительностью к валацикловиру встречаются крайне редко, но иногда могут быть обнаружены у пациентов с тяжелым нарушением иммунитета, например, с трансплантатом костного мозга, у получающих химиотерапию по поводу злокачественных новообразований и у ВИЧ-инфицированных. Резистентность обычно обусловлена дефицитом тимидинкиназы, что приводит к чрезмерному распространению вируса в организме хозяина. Иногда снижение чувствительности к ацикловиру обусловлено появлением штаммов вируса с нарушением структуры вирусной тимидинкиназы или ДНК полимеразы. Вирулентность этих разновидностей вируса напоминает таковую у его дикого штамма.

### Фармакокинетика общие сведения
После приёма внутрь валацикловир хорошо всасывается из желудочно-кишечного тракта, быстро и почти полностью превращаясь в ацикловир и валин. Это превращение катализируется ферментом валацикловиргидралазой, выделенным из печени человека. После однократного приёма валацикловира в дозе 250—2000 мг средняя пиковая концентрация ацикловира в плазме у здоровых добровольцев с нормальной функцией почек составляет 10-37 мкмоль (2,2-8,3 мкг/мл), а медиана времени достижения этой концентрации 1-2 часа. При приёме валацикловира в дозе от 1000 мг биодоступность ацикловира равна 54 % и не зависит от приёма пищи. Пиковая концентрация валацикловира в плазме составляет лишь 4 % от концентрации ацикловира, медиана времени её достижения — 30—100 минут после приёма дозы, через 3 часа уровень пиковой концентрации сохраняется прежним или снижается. Валацикловир и ацикловир имеют аналогичные фармакокинетические параметры после приема внутрь. Степень связывания валацикловира с белками плазмы очень низка (всего 15 %). У пациентов с нормальной функцией почек период полувыведения ацикловира из плазмы после приёма валацикловира составляет около 3 часов, а у пациентов с конечной стадией почечной недостаточности средний период полувыведения около 14 часов. Валацикловир выводится из организма с мочой преимущественно в виде ацикловира (более 80 % дозы) и метаболита ацикловира 9-карбоксиметоксиметилгуанина, в неизмененном виде элиминируется менее 1 % препарата.
На поздних сроках беременности устойчивый суточный показатель «площадь под кривой» (площадь под кривой соотношения плазменная концентрация/время) после приёма 1000 мг валацикловира был больше приблизительно в 2 раза, чем таковой при приёме ацикловира в дозе 1200 мг в сутки. Приём Валтрекса в дозе 1000 мг или 2000 мг не нарушает диспозицию и фармакокинетические показатели валацикловира у ВИЧ-инфицированных пациентов по сравнению со здоровыми лицами.
У реципиентов трансплантатов органов, получающих валацикловир в дозе 2000 мг 4 раза в сутки, пик концентрации ацикловира равен или превосходит таковой у здоровых добровольцев, получающих такую же дозу препарата, а суточные показатели «площадь под кривой» у них значительно выше.

## Применение
- Лечение опоясывающего лишая. Валацикловир ускоряет исчезновение боли, уменьшает её продолжительность и процент больных с болями, вызванными опоясывающим лишаём, включая острую и постгерпетическую невралгию.
- Лечение инфекций кожи и слизистых оболочек, вызванных ВПГ, включая впервые выявленный и рецидивирующий генитальный герпес.
- Лечение лабиального герпеса.
- Валацикловир способен предупредить образование поражений, если его принять при появлении первых симптомов рецидива простого герпеса.
- Профилактика (супрессия) рецидивов инфекций кожи и слизистых оболочек, вызванных ВПГ, включая генитальный герпес.
- Валацикловир может снизить инфицирование генитальным герпесом здорового партнёра, если его принимать в качестве супрессивной терапии в сочетании с безопасным сексом.
- Профилактика цитомегаловирусной (ЦМВ) инфекции, возникающей при трансплантации органов. Профилактическое назначение Валацикловира при ЦМВ инфекции ослабляет выраженность реакции острого отторжения трансплантата (у пациентов с трансплантатами почек), оппортунистических инфекций и других герпесвирусных инфекций (ВПГ, ВЗВ).

## Дозы и способ применения

### Лечение опоясывающего герпеса
Взрослые: Валацикловир назначается в дозе 1000 мг 3 раза в сутки в течение 7 дней

### Лечение инфекций, вызванных вирусом простого герпеса
Взрослые: Валацикловир назначается в дозе 500 мг 2 раза в сутки. В случае рецидивов лечение должно продолжаться 3 или 5 дней. В более тяжелых первичных случаях лечение следует начинать, как можно раньше, а его 
продолжительность должна быть увеличена с 5 до 10 дней. При рецидивах ВПГ идеальным считается назначение валацикловира в продромальном периоде или сразу же после появления первых симптомов заболевания.
В качестве альтернативы для лечения лабиального герпеса эффективно назначение валацикловира в дозе 2 г дважды в течение 1 дня. Вторая доза должна быть принята приблизительно через 12 часов (но не раньше, чем через 6 часов) после приема первой дозы. При использовании такого режима дозирования продолжительность лечения не должна превышать 1 дня, поскольку это, как было показано, не дает дополнительных клинических преимуществ. Терапия должна быть начата при появлении самых ранних симптомов губной лихорадки (то есть пощипывание, зуд, жжение).

### Профилактика (супрессия) рецидивов инфекций, вызванных вирусом простого герпеса
Взрослые: у пациентов с сохраненным иммунитетом валацикловир назначается в дозе 500 мг один раз в сутки. У пациентов с очень частыми рецидивами (10 и более в год) дополнительного эффекта можно добиться при назначении валацикловира в суточной дозе 500 мг, разделенной на 2 приема (по 250 мг 2 раза в сутки). Для взрослых пациентов с иммунодефицитами рекомендованная доза валацикловир (Валвир, Валтрекс) составляет 500 мг 2 раза в сутки. Продолжительность лечения 4-12 месяцев.

### Профилактика инфицирования генитальным герпесом здорового партнера.
Инфицированным гетеросексуальным взрослым с сохраненным иммунитетом и с числом обострений до 9-ти в год, валацикловир следует принимать по 500 мг 1 раз в день в течение года и более каждый день при регулярной половой жизни, при не регулярных половых контактах прием валацикловира необходимо начинать за 3 дня до предполагаемого полового контакта.
Данных о профилактики инфицирования в других популяциях больных не существует.

### Профилактика ЦМВ инфекции
Дозы для взрослых и подростков (с 12 лет): рекомендуется назначать валацикловир в дозе 2 г 4 раза в сутки, как можно раньше, после трансплантации. Дозу следует снижать в зависимости от клиренса креатинина. Продолжительность лечения составляет 90 дней, но у больных с высоким риском, лечение может быть более длительным.

## Противопоказания
Валацикловир противопоказан больным с гиперчувствительностью к валацикловиру, ацикловиру и любому вспомогательному ингредиенту, входящему в состав препарата.
Следует применять с осторожностью при клинически выраженных формах ВИЧ- инфекции.

## При беременности и лактации
Тератогенность: не оказывает тератогенного воздействия у крыс и кроликов, практически полностью метаболизируется с образованием ацикловира. Подкожное введение ацикловира в общепринятых тестах на тератогенность не вызывало тератогенных эффектов у крыс и кроликов. В дополнительных исследованиях на крысах нарушения развития плода были выявлены при подкожном введении препарата в дозах, которые вызывали повышение плазменной концентрации ацикловира до 100 мкг/мл и токсические эффекты в организме матери.
Фертильность: При пероральном приеме валацикловир не вызывал нарушений фертильности у самцов и самок крыс.
Беременность: Данных о применении валацикловира при беременности недостаточно. Валацикловир следует применять при беременности только в том случае, если потенциальная польза превосходит потенциальный риск. Данные регистрационных записей об исходе беременности у женщин, принимавших Валтрекс или Зовиракс (ацикловир является активным метаболитом валацикловира), не показали увеличения числа врожденных дефектов у их детей по сравнению с общей популяцией. Поскольку в регистр включено небольшое количество женщин, принимавших валацикловир во время беременности, то достоверных и определённых заключений о безопасности валацикловира при беременности сделать нельзя.
Лактация: Ацикловир, основной метаболит валацикловира, экскретируется грудным молоком. После назначения валацикловира в дозе 500 мг внутрь максимальная концентрация ацикловира (Сmax) в грудном молоке в 0,5-2,3 раза (в среднем в 1,4 раза) превышала соответствующие концентрации ацикловира в плазме матери. Отношение AUC ацикловира, находящегося в грудном молоке, к AUC ацикловира плазмы матери колебалось от 1,4 до 2,6 (среднее значение 2,2). Среднее значение концентрации ацикловира в грудном молоке составляло 2,24 мкг/мл (9,95 мкгМ). При приеме матерью валацикловира в дозе 500 мг 2 раза в день ребёнок подвергнется такому же воздействию ацикловира, как при приеме его внутрь в дозе около 0,61 мг/кг/день. Период полувыведения ацикловира из грудного молока такой же, как из плазмы крови. Валацикловир в неизмененном виде не определялся в плазме матери, грудном молоке, или моче ребёнка.
Валацикловир следует назначать с осторожностью кормящим женщинам. Однако в/в введение Зовиракса в дозе 30 мг/кг/день используется у новорожденных для лечения заболеваний, вызванных вирусом простого герпеса.

## Побочные действия
Нежелательные реакции перечислены ниже в соответствии классификацией по основным системам и органам и по частоте возникновения.
Нарушения со стороны нервной системы
- Часто: головная боль

Нарушения со стороны желудочно-кишечного тракта
- Часто: тошнота

Данные постмаркетинговых исследований
Нарушения крови и лимфатической системы
- Очень редко: лейкопения, тромбоцитопения. В основном лейкопения была отмечена у больных со сниженным иммунитетом.

Нарушения со стороны иммунной системы
- Очень редко: анафилаксия

Психические нарушения и нарушения со стороны нервной системы
- Редко: головокружение, спутанность сознания, галлюцинации, снижение умственных способностей.
- Очень редко: возбуждение, тремор, атаксия, дизартрия, психотические симптомы, судороги, энцефалопатия, кома.

Перечисленные выше симптомы обратимы и обычно наблюдаются у больных с нарушением почечной функции или на фоне других предрасполагающих состояний. У больных с трансплантированным органом, получающих высокие дозы (8 г в день) Валтрекса для профилактики ЦМВ инфекции, неврологические реакции развиваются чаще, чем при приеме более низких доз.
Нарушения со стороны дыхания, органов грудной клетки и средостения
- Нечасто: диспноэ

Нарушения со стороны желудочно-кишечного тракта
- Редко: дискомфорт в животе, рвота, диарея

Нарушения со стороны печени и желчных путей
- Очень редко: обратимые нарушения функциональных печеночных тестов, которые иногда расценивают как проявления гепатита.

Нарушения со стороны кожи и подкожной клетчатки
- Нечасто: высыпания, включая проявления фоточувствительности.
- Редко: зуд.
- Очень редко: крапивница, ангионевротический отек.

Нарушения со стороны почек и мочевого тракта
- Редко: нарушения функции почек.
- Очень редко: острая почечная недостаточность, почечная колика. (Почечная колика может быть связаны с нарушением функции почек.)

Другие: У больных с тяжелыми нарушениями иммунитета, особенно у пациентов с далеко зашедшей стадией СПИДа, получающих высокие дозы валацикловира (8 г ежедневно) а течение длительного периода времени, наблюдались случаи почечной недостаточности, микроангиопатической гемолитической анемии и тромбоцитопении (иногда в комбинации). Подобные осложнения были отмечены у пациентов с такими же заболеваниями, но не получающих валацикловир.

## Взаимодействие с другими препаратами
Клинически значимые взаимодействия не установлены. Ацикловир элиминируется мочой в основном в неизмененном виде, активно секретируясь в почечные канальца. После назначения 1 грамма валацикловира циметидин и пробенецид, блокируя канальцевую секрецию, повышают AUC ацикловира и снижают его почечный клиренс. Однако эта доза валацикловира не требует никакой коррекции из-за широкого терапевтического индекса ацикловира. Необходимо соблюдать осторожность в случае одновременного применения Валтрекса в более высоких дозах (4 г в сутки) и лекарственных препаратов, которые конкурируют с ацикловиром за путь элиминации, так как существует потенциальная угроза повышения в плазме уровня одного или обоих препаратов или их метаболитов. Было отмечено повышение AUC ацикловира и неактивного метаболита микофенолата мофетила, иммуносупрессивного препарата, применяемого при трансплантации, при одновременном применении этих препаратов. Необходимо также соблюдать осторожность (наблюдать за изменением функции почек) при сочетании валацикловира в более высоких дозах (4 г в день и больше) с препаратами, которые оказывают влияние на другие функции почек (например, циклоспорин, такролимус).

## Препараты Валацикловира
1. Валтрекс (GlaxoSmithKline, Испания)
2. Валвир (Actavis Group PTC ehf., Исландия)
3. Валцикон (Вертекс, Россия)
4. Валогард (Фармак, Украина)
5. Валацикловир (Белмедпрепараты, Беларусь)
6. Вайрова (Сан Фармасьютикал Индастриз Лтд., Индия)